# Hans Aall

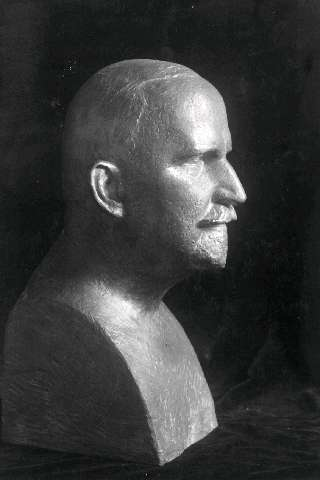
Giám đốc bảo tàng Hans Aall. Bức tượng bán thân được Gustav Vigeland làm cho sinh nhật lần thứ 60 của ông vào năm 1929 và được đặt bên ngoài tòa nhà văn phòng tại Bảo tàng Dân gian Na Uy.

Hans Jacob Aall (20 tháng 9 năm 1869 ở Arendal - ngày 6 tháng 11 năm 1946 ở Oslo) là một thủ thư và giám đốc bảo tàng người Na Uy.
Ông sinh ra ở Arendal, là con trai của chủ tàu Diderik Maria Aall và Marie Elisabeth Herlofson. Ông là chắt của Niels Aall, và là cháu của Axel Nicolai Herlofson, là thành viên của gia tộc Aall có nguồn gốc từ Đan Mạch (Aal Sogn) vào những năm 1500. Ông tốt nghiệp với bằng examen philosophicum (tương đương với bằng cử nhân triết học) vào năm 1890. Ông kết hôn với Emma Lund vào năm 1901, nhưng bà đã qua đời vào năm 1908. Họ không có con.
Aall là giám đốc sáng lập của Bảo tàng Lịch sử Văn hóa Na Uy, được thành lập vào năm 1894, và chủ trì bảo tàng trong 52 năm cho đến khi ông qua đời vào năm 1946. Ông được phong tước Hiệp sĩ Dòng Thánh Olav vào năm 1909.